# Paretacene
Paretacene (Paraetacene) fou una satrapia menor de la Pèrsia aquemènida, situada entre Mèdia i Persis. Formava part de la satrapia de Mèdia.
Limitava amb Susiana al sud-oest; amb el desert que anava fins a Carmània al sud-est; i amb la satrapia de Pàrtia al nord-est. Correspondria aproximadament a la moderna província iraniana d'Esfahan.